# Campionati del mondo di atletica leggera indoor 2025 - 1500 metri piani femminili
La gara dei 1500 metri piani femminili dei campionati del mondo di atletica leggera indoor 2025 si è svolta il 21 e il 23 marzo 2025 a Nanchino.

## Podio
| Pos.    | Atleta         | Nazionalità   | Tempo   |
| ------- | -------------- | ------------- | ------- |
| Oro     | Gudaf Tsegay   | Etiopia       | 3'54"86 |
| Argento | Diribe Welteji | Etiopia       | 3'59"30 |
| Bronzo  | Georgia Bell   | Gran Bretagna | 3'59"84 |

## Situazione pre-gara

### Record
Prima di questa competizione, il record del mondo e il record dei campionati erano i seguenti.
| Record                | Prestazione | Atleta               | Data e luogo                    | Competizione                          |
| --------------------- | ----------- | -------------------- | ------------------------------- | ------------------------------------- |
| Record mondiale       | 3'53"09     | Gudaf Tsegay Etiopia | 9 febbraio 2021 Liévin, Francia | Meeting Hauts-de-France Pas-de-Calais |
| Record dei campionati | 3'57"19     | Gudaf Tsegay Etiopia | 19 marzo 2022 Belgrado, Serbia  | Campionati del mondo indoor 2022      |

## Qualificazioni
Per i 1500 metri piani femminili il periodo di qualifica andava dal 1º settembre 2024 al 9 marzo 2025. Le atlete potevano ottenere la qualificazione rientrando nello standard di 4'03"00 (o di 4'22"50 sul miglio), con una wildcard o in base al loro piazzamento nel World Athletics Rankings.

## Risultati

### Batterie di qualificazione
Le batterie di qualificazione si sono tenute il 21 marzo a partire dalle ore 18:44.
Passano alla finale le prime tre atlete di ogni batteria (Q).

#### Batteria 1
| Pos. | Atleta                 | Nazionalità | Tempo   | Note                          |
| ---- | ---------------------- | ----------- | ------- | ----------------------------- |
| 1    | Gudaf Tsegay           | Etiopia     | 4'11"87 | Q                             |
| 2    | Sinclaire Johnson      | Stati Uniti | 4'12"18 | Q                             |
| 3    | Susan Ejore            | Kenya       | 4'12"41 | Q                             |
| 4    | Simone Plourde         | Canada      | 4'13"97 |                               |
| 5    | Sintayehu Vissa        | Italia      | 4'14"25 |                               |
| 6    | Joceline Wind          | Svizzera    | 4'17"81 |                               |
| 7    | Anita Poma             | Perù        | 4'21"77 | Record nazionale              |
| 8    | July Ferreira da Silva | Brasile     | 4'22"24 | Miglior prestazione personale |

#### Batteria 2
| Pos. | Atleta              | Nazionalità   | Tempo   | Note                                     |
| ---- | ------------------- | ------------- | ------- | ---------------------------------------- |
| 1    | Georgia Bell        | Gran Bretagna | 4'09"21 | Q                                        |
| 2    | Georgia Griffith    | Australia     | 4'09"78 | Q                                        |
| 3    | Esther Guerrero     | Spagna        | 4'09"90 | Q                                        |
| 4    | Worknesh Mesele     | Etiopia       | 4'10"61 |                                          |
| 5    | Gabija Galvydyte    | Lituania      | 4'11"69 |                                          |
| 6    | Maia Ramsden        | Nuova Zelanda | 4'14"89 |                                          |
| 7    | Vera Sjöberg        | Svezia        | 4'17"35 |                                          |
| 8    | María Pía Fernández | Uruguay       | 4'21"39 | Miglior prestazione personale stagionale |

#### Batteria 3
| Pos. | Atleta              | Nazionalità   | Tempo   | Note                          |
| ---- | ------------------- | ------------- | ------- | ----------------------------- |
| 1    | Diribe Welteji      | Etiopia       | 4'12"25 | Q                             |
| 2    | Heather MacLean     | Stati Uniti   | 4'13"26 | Q                             |
| 3    | Salomé Afonso       | Portogallo    | 4'13"39 | Q                             |
| 4    | Lucia Stafford      | Canada        | 4'13"45 |                               |
| 5    | Revée Walcott-Nolan | Gran Bretagna | 4'15"76 |                               |
| 6    | Sophie O'Sullivan   | Irlanda       | 4'16"68 | Miglior prestazione personale |
| 7    | Claire Uwitonze     | Ruanda        | 4'17"33 | Record nazionale              |
| 8    | Laura Nagel         | Nuova Zelanda | 4'18"61 | Miglior prestazione personale |
| 9    | Xu Hui              | Cina          | 4'33"65 |                               |

### Finale
La finale si è tenuta il 23 marzo alle ore 20:28.
| Pos.    | Atleta            | Nazionalità   | Tempo   | Note                          |
| ------- | ----------------- | ------------- | ------- | ----------------------------- |
| Oro     | Gudaf Tsegay      | Etiopia       | 3'54"86 | Record dei campionati         |
| Argento | Diribe Welteji    | Etiopia       | 3'59"30 |                               |
| Bronzo  | Georgia Bell      | Gran Bretagna | 3'59"84 | Miglior prestazione personale |
| 4       | Georgia Griffith  | Australia     | 4'00"80 | Record oceaniano              |
| 5       | Susan Ejore       | Kenya         | 4'03"89 |                               |
| 6       | Sinclaire Johnson | Stati Uniti   | 4'04"07 | Miglior prestazione personale |
| 7       | Heather MacLean   | Stati Uniti   | 4'05"45 |                               |
| 8       | Salomé Afonso     | Portogallo    | 4'07"67 |                               |
| 9       | Esther Guerrero   | Spagna        | 4'07"76 |                               |